# (246841) Williamirace
(246841) Williamirace est un astéroïde de la ceinture principale.

## Description
(246841) Williamirace est un astéroïde de la ceinture principale. Il fut découvert le 24 février 2010 aux États-Unis par le programme WISE. Il présente une orbite caractérisée par un demi-grand axe de 2,77 UA, une excentricité de 0,17 et une inclinaison de 2,9° par rapport à l'écliptique.

## Compléments